# Спас (Калуський район)
Спас — село в Україні, центр Спаської сільської громади Калуського району Івано-Франківської області.

## Назва
За легендами, які передаються з покоління в покоління, назва села походить від того, що жителі, які в той час проживали на території горба, втікаючи від монголо-татарських поневолювачів, які все палили на своєму шляху під час нападів, знайшли прихисток, тобто «спаслися», у долині під горою в тамтешніх жителів і поклали цим початок назви — Спас. Окрім цього, за народними переказами, поблизу села відбулася велика битва з татарами, яка проходила на релігійне свято Спаса, звідки походить і назва поселення.

## Історія села

### Давнина
Перша документальна згадка про Спас від 29 березня 1469 року наявна в дарчій Казимира Ягелончика для долинського костелу.
У 1648 році жителі села брали активну участь у народному повстанні, за що їх очікувала кривава розправа після відходу Хмельницького.
Селяни займалися землеробством і скотарством. Щоб мати шматок землі селянам потрібно було викорчувати пні після вирубування дерев, спалювати їх, а потім дерев'яним плугом виорювати землю. На початку XVII століття почали вирощувати картоплю. Ліс рідко використовували у власних цілях, деревину вивозили на залізничну станцію. 
Село поволі розросталося. Спочатку була заселена нижня частина села, а на території верхньої частини колись ріс Великий ліс, і в даний час називається урочище Великого лісу. Вирубуючи ліс, селяни поступово заселяли і верхню частину села. Жителів ставало все більше. З'явились і назви окремих місцевостей, урочищ, лісів.
    

### Мікротопоніміка
Ось деякі назви урочищ, що збереглись до наших днів: Чертежик, Копань, Чистий луг, Підукрідь, Межинівський, Підкут, Лан, Підполіна, Чертіж, Дуднавка, Коцєрка, За смерек, Красинка, Діл, Бороло.
Потоки-притоки річки Чечви: Вировитівський, Кирчишенський, Питівський, Вільшинецький.  Ліси: За смерек, Поступолиця, Старий питій, Придзудзилів, Заосьмилів, Кирчишений, Горби, Вировитий, Жолоб, Сухоліс.   
Між селом Спас і хутором Підсухе на березі річки Чечви знаходиться урочище Погиблиця. За легендами та переказами тих часів, коли на Спас нападали татарські поневолювачі, жителі села неподалік від Підсух на бистрині потопили багато татар, перегородивши вночі річку.    

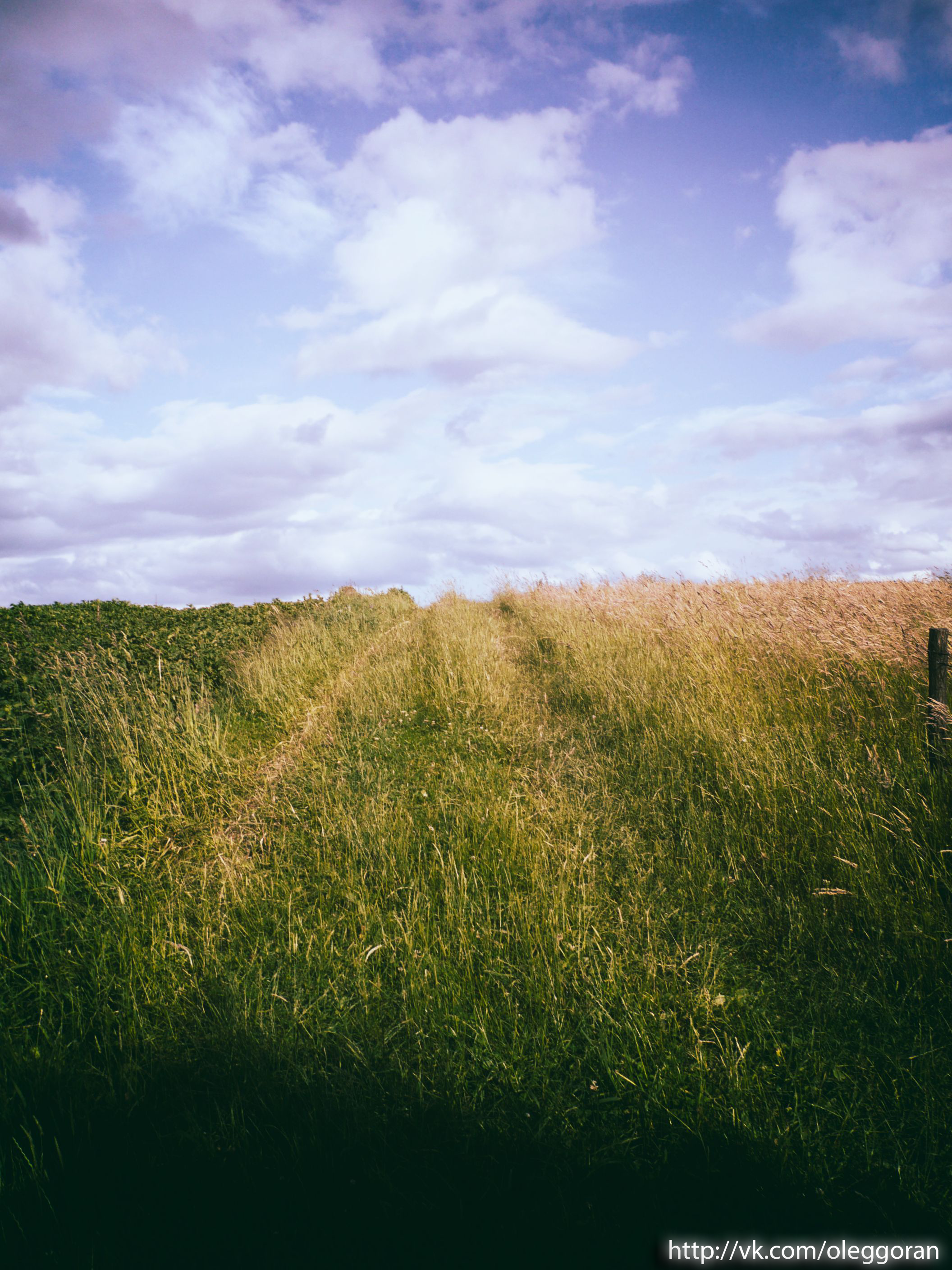

Не оминули село і тенета шляхетського гніту. Вся земля належала польському панові. В центрі села був збудований маєток пана Сікори (пізніше — пана Людкевича). Важким тягарем лягав на плечі селян відробіток і грошовий оброк. Люди не терпіли, і не раз відбувалися вибухи протесту. Поширеною формою боротьби серед жителів стає опришківський рух. Найсміливіші селяни йшли в ліс і боролися з поневолювачами, відбираючи награбоване майно і роздаючи його біднякам. Також існує легенда, що у цих краях бував Олекса Довбуш зі своїми опришками. Навіть у лісі Підкам'яний є камінь Довбуша. Назва цього величезного каменя і розповідь, що він там залишив свої скарби, передавалося з покоління в покоління та підтверджує припущення, що Довбуш часто бував на території Долинщини, зі сторони якої і знаходиться Підкам'яний.

### Церкви
В 1711 році на горі був побудований монастир. У 1734 році у верхній частині села була збудована церква Преображення Господнього (знищена за часів СРСР). У 1752 році в долішній частині села збудована церква Преображення Господнього.

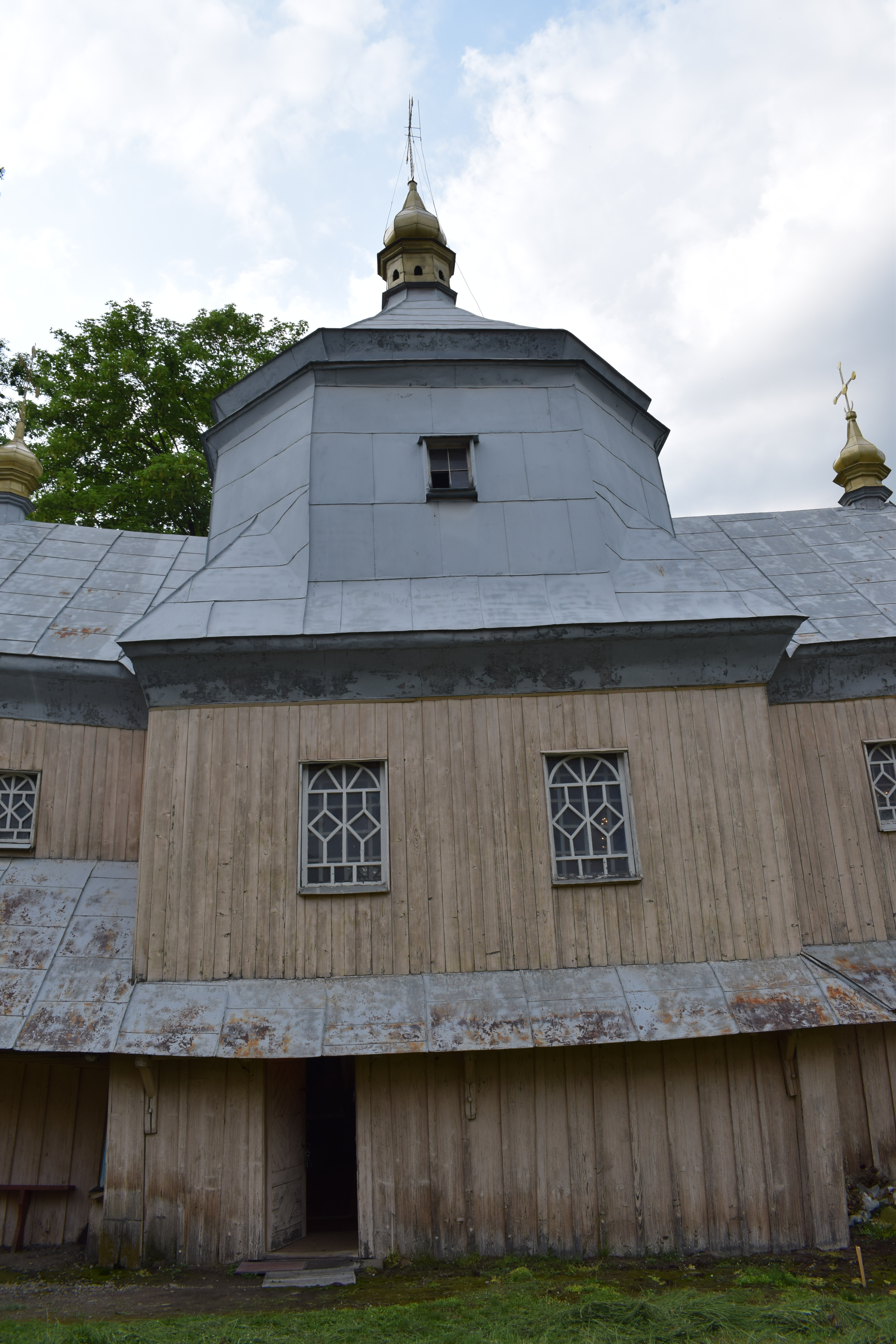
Вхід до церкви
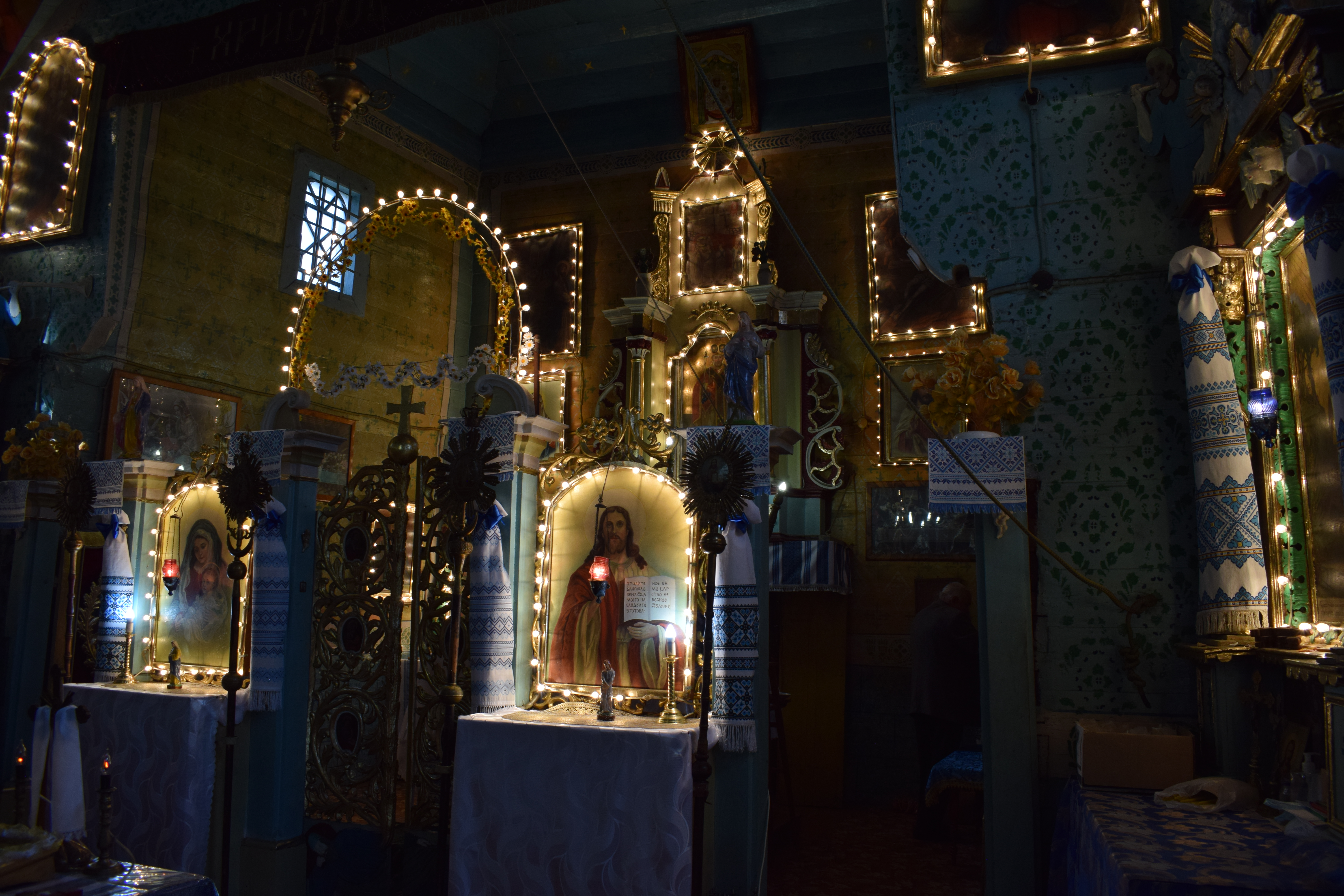
Вид на вівтар
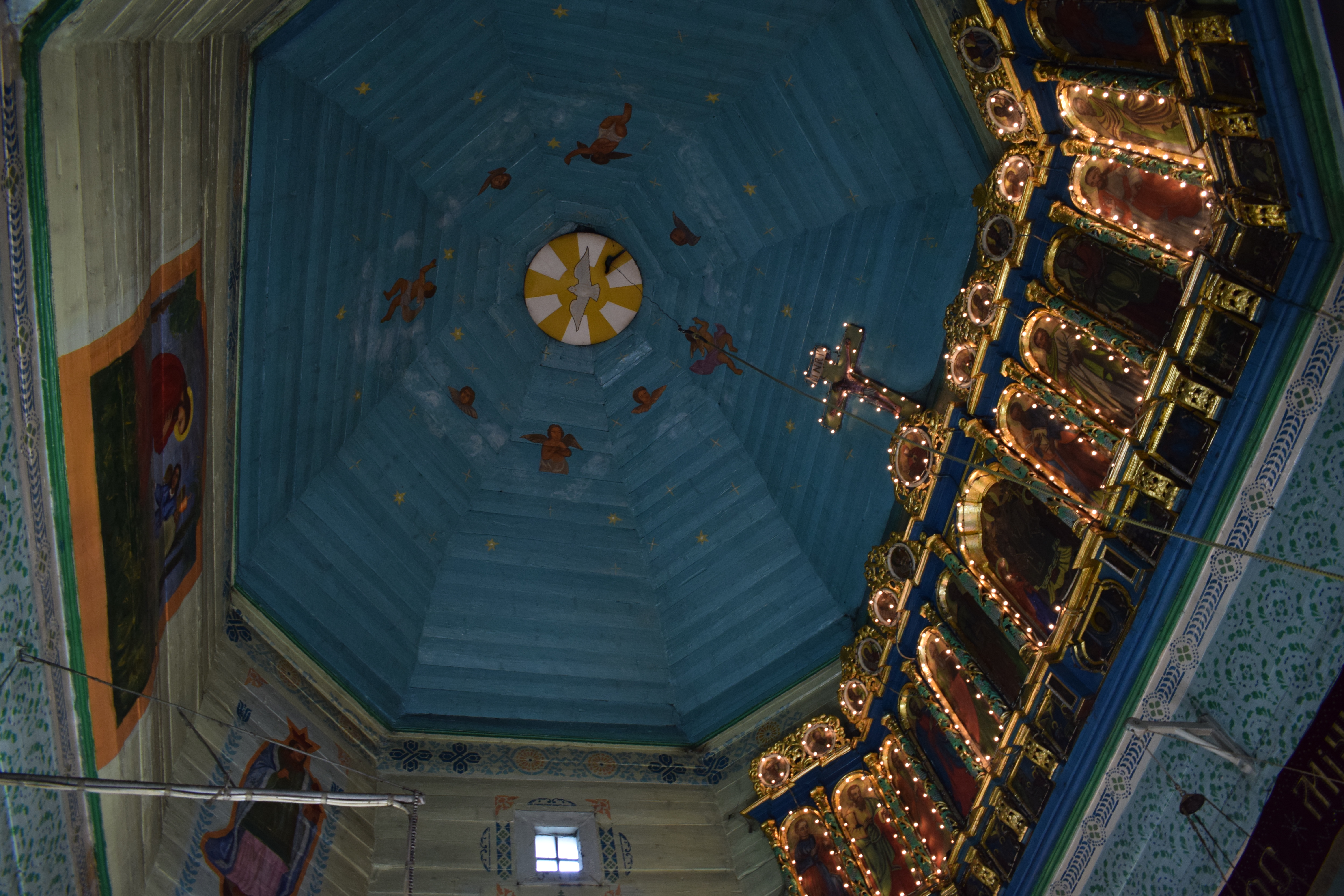
Стеля
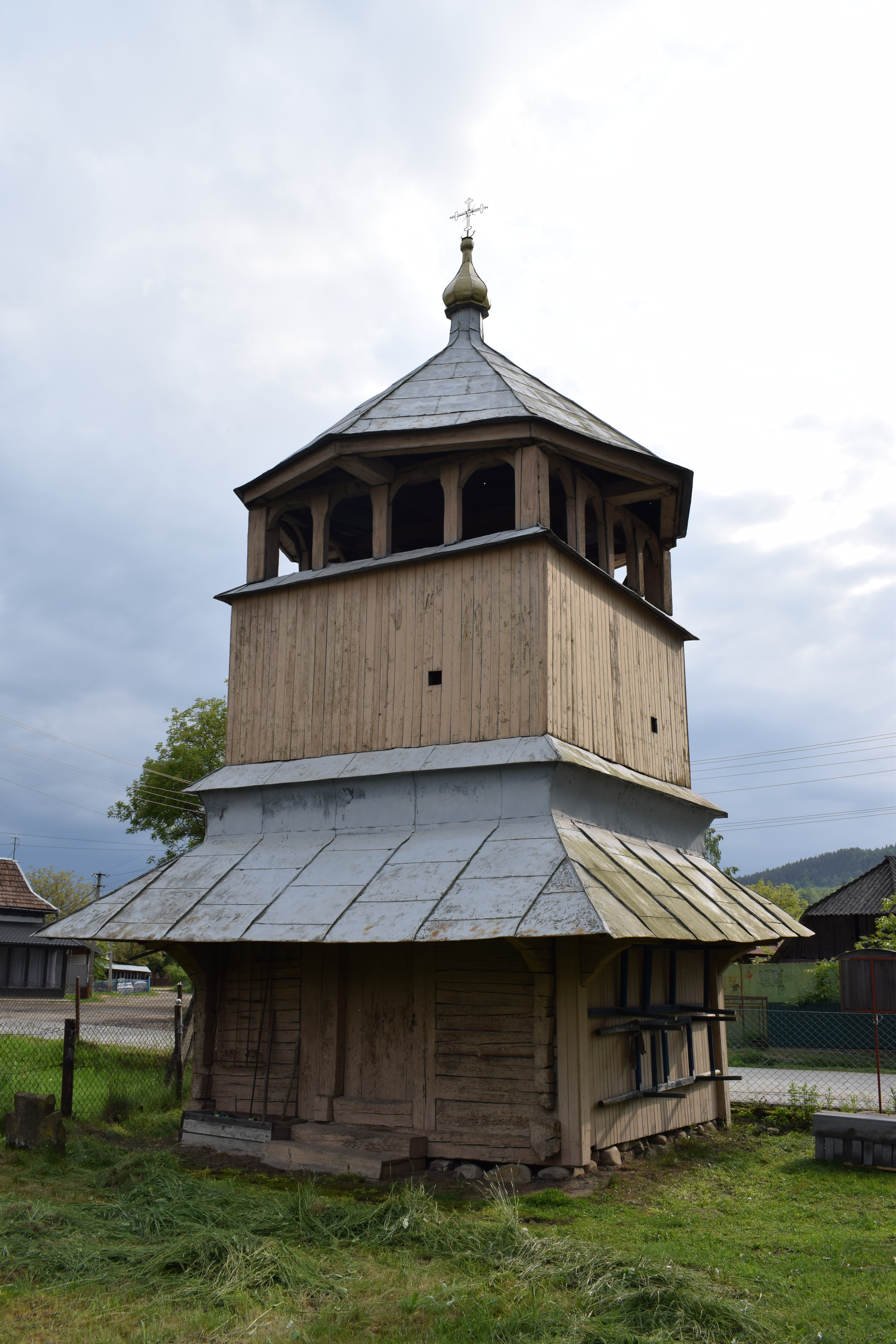
Дзвіниця

### Відродження
У 1786 р. в селі (разом з тодішніми присілками Погорілець,Підсухи та Луги) було 216 хат і 1207 мешканців.
Наляканий революцією 1848 року, Австро-Угорський уряд скасував панщину, і на честь цього у верхній частині села було поставлено хрести. 
В Географічному словнику Королівства Польського на 1880 р. зафіксовано: село Спас з Погорільцем і Підсухами знаходиться за 12 км від м. Долина і 10 км від м. Рожнятів. Межує на північному заході з селом Лоп'янкою, на півночі — з селом Струтином Вижнім (тепер с. Верхній Струтин), на сході — з селом Ясеновець та Іванівкою, на південному сході — село Липовиця, на південному-заході — село Луги і село Ілемня, протікає річка Чечва з Лугів до Струтина Нижнього. На лівому березі річки Чечви лежить село Спас, а на правому село Погорілець і хутір Підсухе. Село оточують ліси, пагорби і горби. Найвище підвищення — 666 м, на північному заході узгір'я Красинка має висоту 610 м. На південному заході узгір'я Підмонастир — 664 м. Долина річки Чечви спадає на північній межі вниз до 469 м. Згідно цього документу в 1880 році в селі Спас була 361 хата, в яких жило 1504 осіб греко-католицького віросповідання, 76 євреїв, 10 римо-католиків (1590 українців, 9 поляків і один німець), одна початкова школа з 40-50 учнями, дві церкви (у Спасі й Підсухах), два водяні млини, два водяні тартаки.
В 1914 році, коли почалася Перша світова війна, з села було мобілізовано всіх боєздатних чоловіків. Лінія фронту проходила і через село, зокрема по нижній його частині. Пізніше жителі села брали участь у творенні Української Галицької Армії. На місцевому цвинтарі на одній із могил поставлений березовий хрест. Там похований невідомий стрілець.   

### Під польською окупацією
Архівний документ 1934 року вказує, що в селі був паровий тартак (пилорама), водяний млин, було 20 шинків і склепів (крамниць). 565 селян користувалося землею в кількості до 10 га, 5 селян мали в користуванні 50 га, а піп Елевич мав у користуванні 92 га церковної землі. Також були дві початкові школи (в Спасі та в Погорільці) на польській мові навчання з безплатним навчанням. Існувало товариство Просвіта.   
У 1939 році в селі проживало 2750 осіб (2650 українців, 40 поляків, 40 євреїв і 20 німців та інших національностей).
В 1939 році село мало 950 га землі, із них орної — 400 га і 550 га сінокосів. Найбільше землі було в куркулів і середняків. 

### Нові окупанти
У вересні 1939 року офіцером Радянської Армії майором Скирдою була проголошена Радянська влада. Першим головою сільської ради було призначено бідняка, який був в Радянській Росії в полоні Марків Миколу Васильовича. Весною 1940 року окремі селяни одержали землю, відібрану в багатіїв (яку негайно відібрали в колгосп, де вона залишилася незасіяна, що спричинило голод 1941-1942 років). Почалась націоналізація двох пилорам, двох млинів, 100 га церковної землі. 92 га попівської землі було роздано біднякам. У школі діти почали вчити українську мову, навчання стало безкоштовним (зі слів радянської пропаганди, бо і до того було безкоштовним), також було запроваджене лікування хворих (символічне, проводилось у школі).   
Надалі в боротьбі проти нацистських загарбників в рядах Червоної Армії билося понад 200 односельчан (насильно мобілізованих), з них 150 чоловіків були нагороджені орденами і медалями Радянського Союзу, 34 чоловіки загинули на фронті, частина померла від наслідків війни, частина живе і по сьогодні. Нацисти нанесли великих збитків селу, вивезли на каторжні роботи до Німеччини 97 осіб, із яких більше половини не повернулися в село. Було спалено 15 будинків, убито 73 мирні жителі. В 1944 р. село знову опинилося під окупацією Радянським Союзом. Населення було незадоволене такою ситуацією, тож багато чоловіків пішло у ряди Української Повстанської Армії, частина належала до підпілля ОУН. Після закінчення війни розпочалися депортації, які зачепили і спасівчан, у 1946—1948 рр. виселено Пушкаря Василя, Дикуна Дмитра, Глібка Миколу, Літака Михайла, Кушнірчака Костю і Стадника Василя. Частина з них повернулися в 1953 р. а частина там померли чи так і залишилася жити на інших землях.   

### Повоєнні часи
З лютого 1950 року в селі було засновано колгосп імені Сталіна, його першим головою був Самійло Василь. У 1959 р. колгосп було ліквідовано і утворено підсобне господарство, яке очолив Левицький Мирон. 
Ще у 1880 році в селі існувала початкова школа з безкоштовним навчанням. У 1929 р. було 80-90 учнів, їх безплатно навчали два вчителі. В 1940 році школу було реорганізовано на семирічну, де навчалося 130—150 учнів, і було сім вчителів. В 1952 році семирічну школу було реорганізовано на середню школу, було 200 дітей і 14 вчителів.   
На початку 1960-х років у будинку одного із багатіїв відкрили поліклініку та лікарню на пару ліжок. У 1966 році збудували лікарню на 35 ліжок і поліклініку, кочегарку та пральню. У лікарні на той час працював один лікар з вищою освітою та 15 медичних працівників з середньою медичною освітою.   
У січні 1960 року у селі підсобне господарство було реорганізовано на радгосп «Спаський», у який входило 5 сіл: Спас, Лоп'янка, Грабів, Погорілець, Підсухе. В 1959 році було збудовано сіль-універмаг, відкрито три продуктові магазини, хлібний, чайну, майстерню з ремонту годинників, а також ветеринарний пункт. У 1969 році на території школи збудовано спортивний зал.   
Станом на 1 січня 1969 року загальна кількість жителів Спаської сільської ради (в яку входили також села Погорілець і Підсухи) становила 2452 осіб. Офіційний склад населення такий: робітників 746, інтелігенції — близько 100, решта — працівники сільського господарства і діти.  
У 1976 році в центрі села збудовано триповерховий будинок, у якому розмістились: на першому поверсі — сільська рада народних депутатів, АТС, пошта, відділення Ощадбанку, кімната урочистих подій, музей; на другому поверсі — контора радгоспу, а на третьому — швейний цех радгоспу. У дворі біля будинку збудували аптеку, гаражі для спецмашин і робітничу їдальню. У 1989 році в центрі побудовано двоповерховий Будинок культури з кінозалом на 450 місць, просторою сценою, гардеробною на першому поверсі та великою бібліотекою на другому.    

## Часи незалежності
Має статус гірської зони.
Спас розділений на декілька мікрорайонів: Став, Верх, Низ, Красинка та Надріка.
У 1991 році біля Будинку культури було розпочато будівництво нової греко-католицької церкви Преображення Господнього і закінчено будівництво власними коштами селян у 1996 році. У 2001—2002 роках також власними силами селян була збудована дзвіниця. На околиці села є цвинтар, якому за переказами біля 300 років. А до цього часу цвинтар був на території Миколаївської церкви.  
У центрі села споруджено пам'ятник загиблим у роки «Великої Вітчизняної війни». А біля Будинку культури висипана могила Січовим стрільцям з березовим хрестом, такі ж ставили на могилах воїнів УПА, загиблих під час боротьби за незалежність України.
У 2002 році середню школу закінчило від 1953 року 2897 учнів. Учні шкіл показують високі наукові та спортивні досягнення. У школі працюють 65 вчителів. Також діє нічний клуб, спортивні секції, це допомагає розвиватися тутешній молоді, яка досить активна. За останні роки селяни збудували багато нових будинків.
Центральна вулиця покрита асфальтом. У селі багато вулиць названих на честь визначних людей, зокрема таких як Тарас Шевченка, Леся Українка, Іван Франко, В'ячеслава Чорновола. Центральна вулиця носить назву Січових Стрільців.
10 січня 2019 р. у колишньому приміщені дільничної лікарні відкрили дитячий садок на 40 місць.
Село має багатовікову історію, але, на жаль, жодної старої споруди не збереглося. В загальному, село Спас з його природою та транспортним сполученням цілком сприятливе для проживання і, деякою мірою, для відпочинку і туризму, які досить погано розвинуті.

## Населення

### Мова
Розподіл населення за рідною мовою за даними перепису 2001 року:
| Мова       | Кількість | Відсоток |
| ---------- | --------- | -------- |
| українська | 1818      | 99.90%   |
| російська  | 1         | 0.05%    |
| білоруська | 1         | 0.05%    |
| Усього     | 1820      | 100%     |

## Відомі постаті
- Василишин Михайло Іванович — 1944 року був мобілізований до Робітничо-селянської Червоної Армії. За героїчний вчинок при форсуванні річки Одер в січні 1945 року Михайло Іванович Василишин був нагороджений званням «Герой Радянського Союзу». Але помилково, через біографічну плутанину, його нагорода дісталась іншому Михайлу Івановичу Василишинові, уродженцю галицького села Чорний Потік, який служив у тому ж самому полку, що і Михайло Василишин зі Спаса. Відомо це стало лише 1984 року, і з того часу родичі Михайла Василишина намагались виправити цю помилку, у якій немає вини тезки з Чорного Потоку. Однак вирішити цю проблему вдалося лише 3 травня 2006, коли Президент України Віктор Ющенко підписав указ про надання Михайлу Василишинові посмертно звання «Герой України» з удостоєнням ордена «Золота Зірка».
- Гумецький Володимир Корнилович — український кіноаматор, учитель, перший в Галичині кінокритик та кінознавець.